# 科氏副獅子魚
科氏副獅子魚，為輻鰭魚綱鮋形目杜父魚亞目獅子魚科的其中一種，分布於大西洋區，包括加拿大、美國、格陵蘭、亞速群島、南非等海域，棲息深度200-1976公尺，體長可達17公分，為深海底棲性魚類，屬肉食性，以櫛水母等為食，生活習性不明。

## 擴展閱讀
維基物種上的相關：科氏副獅子魚